# Geai à collier
Cyanolyca armillata
Espèce
Statut de conservation UICN

 LC  : Préoccupation mineure
Le Geai à collier (Cyanolyca armillata) est une espèce d'oiseaux de la famille des Corvidae.

## Répartition
Cet oiseau peuple les forêts de la cordillère des Andes, en Équateur, en Colombie et au Venezuela.